# Клуге, Александр
Александр Клуге (Клюге; нем. Alexander Kluge; род. 14 февраля 1932 года, Хальберштадт) — немецкий режиссёр, писатель, продюсер, один из идеологов «нового немецкого кино».

## Биография
Родился в семье доктора медицины Эрнста Клуге и его жены Алисы, урождённой Хаусдорф. До конца Второй мировой войны посещал гимназию в Хальберштадте. В 13 лет стал свидетелем крупной бомбардировки родного города. С 1946 года посещал гимназию в Шарлоттенбурге, Берлин. Затем изучал юриспруденцию, историю и церковную музыку во Фрайбурге, Марбурге и Франкфурте-на-Майне, где, в частности, посещал семинары Теодора В. Адорно. В 1956 году защитил диссертацию на тему самоуправления в университетах, вместе с Гельмутом Бекером написал книгу «Культурная политика и контроль за расходами». В последующие годы наряду со съёмками фильмов опубликовал ряд научных книг, таких как «Общественность и опыт» (1972, вместе с Оскаром Негтом), «Экономика кино в ФРГ и Европе» (1973, вместе с Флорианом Хорфом и Михаэлем Достом), «Критическая теория и марксизм» (1974, вместе с Негтом) и другие.
В 1958 году был волонтёром на студии Артура Браунера «ССС-Фильм» в Западном Берлине, в том числе во время съёмок фильма Фрица Ланга «Индийская гробница». В это время написал ряд рассказов и набросков сценариев. За свой первый короткометражный фильм «Брутальность в камне» (1960, вместе с Петером Шамони) на Международном кинофестивале короткометражных фильмов в Оберхаузене получил один из главных призов. В 1962 году был одним из инициаторов «Оберхаузенского манифеста», в котором 26 молодых режиссёров заявили о смерти реставративного кино 1950-х и о намерении противопоставить ему свои фильмы. В последующие годы при государственной поддержке возникли первые работы «Молодого немецкого кино». Клуге, Эдгара Зайца и Деттена Шляйермахера назначили руководителями «киноинститута» в Ульме. Главная цель школы, основанной по инициативе оберхаузенской группы, состояла в создании теоретического центра кино.
В 1963 году Александр Клуге учредил собственную производственную фирму. Благодаря фильмам «Прощание с прошлым» (1966) и «Артисты под куполом цирка: беспомощны» (1968) он завоевал позицию признанного аутсайдера западногерманского кино.
Был инициатором коллективных публицистических фильмов «Германия осенью» (1977), «Кандидат» (1980) и «Война и мир» (1982), посвященных актуальным политическим событиям. В этот период выступал за сближение кино и телевидения. Фильмы-эссе «Власть чувств» (1983) и «Наступление настоящего на остальное время» (1985) стали его последними крупными работами в кино.
В 1987 году основывал dctp (Development Company for Television Program), ставшую платформой для независимых программ на частном немецком телевидении. Компаньоны dctp — Александр Клуге (37,5 %), японское рекламное агентство Dentsu (37,5 %), издательство Spiegel (12,5 %) и Neue Zürcher Zeitung AG (12,5 %). Сам Клуге является управляющим компании, а также автором независимых передач-интервью, посвященных культуре.
В 2008 году при участии Тома Тыквера воплотил замысел Сергея Эйзенштейна по экранизации основной теоретической работы Карла Маркса «Капитал». Этот необычный и грандиозный проект режиссёр «Броненосца Потемкина» планировал осуществить, используя нарративный метод, придуманный Джеймсом Джойсом для романа «Улисс».

## Признание
В 1985 году был удостоен премии Генриха Клейста, в 2003 году — премии Георга Бюхнера, в 2008 году — почётного Немецкого киноприза «Лола» за совокупность творчества, в 2009 году — премии Теодора Адорно, а в 2010 году — приза имени Адольфа Гримме.
Александр Клуге женат, имеет двух детей, живёт в Мюнхене.

## Фильмография
- 1960 — Брутальность в камне / Brutalität in Stein (короткометражный)
- 1961 — Гонки / Rennen (короткометражный)
- 1963 — Учителя в ходе перемен / Lehrer im Wandel (короткометражный)
- 1964 — Портрет испытания / Porträt einer Bewährung (короткометражный)
- 1966 — Прощание с прошлым / Abschied von gestern
- 1966 — Игра в покер / Pokerspiel (короткометражный)
- 1966 — Репортаж c Венецианского кинофестиваля / Nachricht vom Filmfestival in Venedig (короткометражный)
- 1967 — Киносъемки госпожи Блекборн, род. 5 января 1872 года / Frau Blackburn, geb. 5. Jan. 1872, wird gefilmt (короткометражный)
- 1967 — Артисты под куполом цирка: беспомощны / Die Artisten in der Zirkuskuppel: ratlos
- 1968 — Огнетушитель Винтерштайн / Feuerlöscher e. a. Winterstein (короткометражный)
- 1969 — Неукротимая Лени Пайкерт / Die unbezähmbare Leni Peickert
- 1970 — Реформаторский цирк (Исход неизвестен) (тв) / Reformzirkus
- 1970 — Большая кутерьма / Der große Verhau
- 1970 — Врач из Хальберштадта / Ein Arzt aus Halberstadt (короткометражный)
- 1971 — Мы тратим трижды 27 миллиардов долларов на строительство эсминца / Wir verbauen 3 x 27 Milliarden Dollar in einen Angriffsschlachter (короткометражный)
- 1972 — Вилли Тоблер и гибель 6-го флота / Willi Tobler und der Untergang der 6. Flotte
- 1973 — Представительница имущих слоев населения 1908 года рождения / Besitzbürgerin, Jahrgang 1908 (короткометражный)
- 1973 — Случайная работа рабыни / Gelegenheitsarbeit einer Sklavin
- 1974 — Директивы и сказки / Richtlinien und Märchen (короткометражный)
- 1974 — В опасности и огромной нужде компромисс приводит к смерти / In Gefahr und größter Not bringt der Mittelweg den Tod (вместе с Эдгаром Райцем)
- 1975 — Сильный Фердинанд / Der starke Ferdinand
- 1978 — На страшную битву я в страхе полз сегодня ночью / Zu böser Schlacht schleich ich heut Nacht so bang
- 1977 — Люди, которые участвуют в подготовке года Штауфенов / Die Menschen, die das Staufer-Jahr vorbereiten (короткометражный)
- 1977 — Вести от Штауфенов / Nachrichten von den Staufern (короткометражный)
- 1978 — Германия осенью / Deutschland im Herbst (со Шлёндорфом, Фассбиндером, Райцем и др.)
- 1979 — Патриотка / Die Patriotin
- 1980 — Кандидат / Der Kandidat (со Шлендорфом, Штефаном Аустом и Александром фон Эшвеге)
- 1982 — Война и мир / Krieg und Frieden (со Штефаном Аустом, Акселем Энгстфельдом и Фолькером Шлёндорфом)
- 1983 — Фильм о Бирмане / Biermann-Film (короткометражный, вместе с Эдгаром Райцем)
- 1983 — В поисках практически реалистической позиции / Auf der Suche nach einer praktisch-realistischen Haltung (короткометражный)
- 1983 — Власть чувств / Die Macht der Gefühle
- 1985 — Наступление настоящего на остальное время / Der Angriff der Gegenwart auf die übrige Zeit
- 1986 — Разнообразные новости / Vermischte Nachrichten
- 1999 — Космический полет как внутреннее переживание / Raumfahrt als inneres Erlebnis (короткометражный)
- 2000 — Казнь слона / Hinrichtung eines Elefanten (короткометражный)
- 2000 — Я был телохранителем Гитлера / Ich war Hitlers Bodyguard (короткометражный)
- 2001 — Слепая любовь (Интервью с Жан-Люком Годаром) / Blinde Liebe — Gespräch mit Jean-Luc Godard (короткометражный)
- 2008 — Известия из идеологической античности. Маркс — Эйзенштейн — Капитал / Nachrichten aus der ideologischen Antike. Marx — Eisenstein — Das Kapital
- 2012 — Люди 2.0 — Эволюция в наших руках / Mensch 2.0 — Die Evolution in unserer Hand